# 霍姆斯特德 (佛罗里达州)

霍姆斯特德是美国佛罗里达州邁阿密-戴德縣下属的一座城市。它地处比斯坎国家公园和大沼泽地国家公园之间，东临大西洋，西接广阔湿地，以其独特的地理位置成为邁阿密都會區的重要组成部分。该市距离迈阿密约26英里（42公里），而距离著名的度假胜地拉戈岛则仅有25英里（40公里）。凭借其得天独厚的地理位置，霍姆斯特德成为前往大沼泽地国家公园和比斯坎国家公园的门户，同时也是通往佛罗里达礁岛群的重要枢纽。根据2020年美国人口普查，霍姆斯特德的居民总数达80,737人，并展现出稳定的增长趋势。
霍姆斯特德是迈阿密-戴德县第二古老的城市，其历史可追溯至19世纪初。最初，该地作为农耕社区发展起来，许多农民利用“自耕农小径”（Homesteaders Trail）将农产品运输至南戴德地区。然而，部分农民和工人在这片土地上扎根并定居，最终于1913年正式建立了霍姆斯特德市。作为迈阿密的卫星城市之一，霍姆斯特德不仅是该地区重要的农业中心，同时也是交通要道。佛罗里达收费公路的霍姆斯特德延伸段在此终止，并与1号美国国道（U.S. 1）交汇，使其成为连接南佛罗里达各地的关键枢纽。霍姆斯特德的南部与东部紧邻佛罗里达城，两座城市共同构成了大霍姆斯特德-佛罗里达城区域。此外，该地区还包括几个未建制社区，如雷德兰、休闲城、纳兰贾和普林斯顿。